# Avatar: De Legende van Aang – De Brandende Aarde
Avatar: De Legende van Aang – De Brandende Aarde, in Amerika uitgegeven als Avatar: The Last Airbender – The Burning Earth, is een computerspel ontwikkeld door THQ en tevens uitgegeven door THQ in Europa op 26 oktober 2007 voor op de Wii, Nintendo DS, Game Boy Advance, PlayStation 2 en Xbox 360.

## Verhaal
Dit spel draait om de oorlog die de vuurnatie is begonnen. Omdat Aang de avatar is, moet hij alle vier de elementen leren beheersen om zo te voorkomen dat de vuurnatie het aarderijk vernietigd, zoals ze voorheen al deden bij de luchtnomaden. De speler bestuurd tijdens het spel Aang, Sokka, Katara, Toph, Zuko, Iroh, Jet, Appa en Momo. Het spel is volledig gebaseerd op het tweede seizoen van de televisieserie en volgt dus ook die verhaallijn.

## Ontvangst
| Beoordeeld door  | Platform      | Datum            | Score |
| ---------------- | ------------- | ---------------- | ----- |
| GameZone         | PlayStation 2 | 13 november 2007 | 67%   |
| GameZone         | Wii           | 13 november 2007 | 67%   |
| IGN              | Wii           | 14 november 2007 | 62%   |
| Xboxdynasty (XD) | Xbox 360      | 4 december 2007  | 59%   |
| Jeuxvideo.com    | PlayStation 2 | 31 oktober 2007  | 50%   |
| Jeuxvideo.com    | Wii           | 31 oktober 2007  | 50%   |
| Jeuxvideo.com    | Xbox 360      | 12 december 2007 | 50%   |
| 4Players.de      | Wii           | 19 november 2007 | 45%   |
| GameZone         | Xbox 360      | 14 december 2007 | 45%   |
| GameDaily        | Xbox 360      | 12 december 2007 | 40%   |